# Рекетмейстер

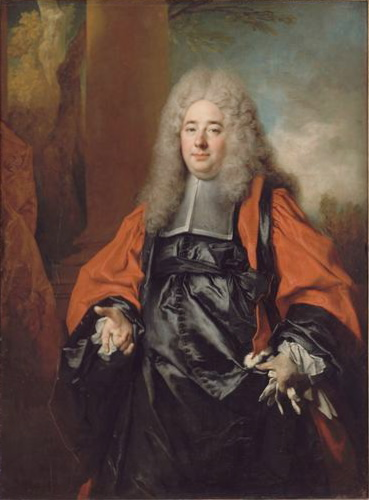
Луи-Юрбен Ле Пелетье, Рекетмейстер, Николя де Ларжильер (1656–1746)
Версаль

Рекетмейстер (фр. maître des requêtes) — докладчик просьб и жалоб в дореволюционной Франции; то же, что статс-секретарь. Русское слово образовано от немецкого, сочетавшего фр. requête «жалоба, прошение» + нем. Meister «мастер».
В парламентах Франции существовали «палаты жалоб» (chambres des requêtes); такая же палата состояла при «совете сторон» королевского совета, выполнявшем функции кассационной инстанции, и сохранилась в составе современного французского кассационного суда. Рекетмейстерами назывались члены-докладчики, входившие в состав «совета сторон»; они пользовались правом совещательного голоса и выполняли отчасти функции прокурорского надзора.
В государственном совете Франции звание рекетмейстера присваивалось членам-докладчикам, которым вверялось делопроизводство совета. Рекетмейстеры, в числе 30, назначались президентом республики; они должны быть не моложе 27 лет. Они докладывали менее важные дела, пользуясь при их решении правом решающего голоса. По делам административной юстиции (contentieux et conflits de juridiction administrative) рекетмейстерами выступали представителями правительства, выполняя функции прокурорского надзора. Звание рекетмейстера присваивалось также генеральному секретарю государственного совета.
Аналогичные должности существовали в других европейских странах со Средних веков. В России должность генерал-рекетмейстера (букв. «главного мастера прошений») учредил в 1722 году Пётр I. При его преемниках она претерпела ряд изменений. Так, в 1740−1741 годах обязанности генерал-рекетмейстера исполнял «придворный рекетмейстер». Подробнее см. генерал-рекетмейстер.